# Cratere Huggins (Luna)
Huggins è un cratere lunare di 65,79 km situato nella parte sud-occidentale della faccia visibile della Luna.
Il cratere è dedicato all'astronomo britannico William Huggins.

## Crateri correlati
Alcuni crateri minori situati in prossimità di Huggins sono convenzionalmente identificati, sulle mappe lunari, attraverso una lettera associata al nome.
| Huggins | Coordinate           | Diametro (in km) |
| ------- | -------------------- | ---------------- |
| A       | 40°39′36″S 2°16′12″W | 9,62             |